# Mistrzostwa Świata w Piłce Siatkowej Mężczyzn 2014 (eliminacje strefy CEV)
Eliminacje strefy CEV do Mistrzostw Świata w Piłce Siatkowej Mężczyzn 2014 odbywały się w trzech rundach kwalifikacyjnych i brało w nich udział 38 reprezentacji. Eliminacje wyłoniły 6 najlepszych zespołów, które awansowały do Mistrzostw Świata w Piłce Siatkowej Mężczyzn 2014.
Ze strefy CEV bezpośredni awans jako gospodarz turnieju uzyskała  reprezentacja Polski oraz dwa najlepsze zespoły z Mistrzostw Europy w Piłce Siatkowej Mężczyzn 2013.

## Mistrzostwa Europy
| Miejsce | Reprezentacja |
| ------- | ------------- |
| złoto   | Rosja         |
| srebro  | Włochy        |
| brąz    | Serbia        |
| 4.      | Bułgaria      |
| 5.      | Francja       |
| 6.      | Niemcy        |
| 7.      | Belgia        |
| 8.      | Finlandia     |
| 9.      | Polska        |
| 10.     | Holandia      |
| 11.     | Słowacja      |
| 12.     | Dania         |
| 13.     | Słowenia      |
| 14.     | Turcja        |
| 15.     | Białoruś      |
| 16.     | Czechy        |

     kwalifikacja do MŚ

## Pierwsza runda kwalifikacyjna

### Grupa A
Zagrzeb
Tabela
| Lp. | Drużyna              | Pkt | Mecze | Mecze | Mecze | Sety | Sety | Sety  | Małe punkty | Małe punkty | Małe punkty |
| Lp. | Drużyna              | Pkt | M     | W     | P     | wyg. | prz. | ratio | zdob.       | str.        | ratio       |
| --- | -------------------- | --- | ----- | ----- | ----- | ---- | ---- | ----- | ----------- | ----------- | ----------- |
| 1   | Chorwacja            | 9   | 3     | 3 (0) | 0 (0) | 9    | 0    | MAX   | 251         | 193         | 1.301       |
| 2   | Holandia             | 6   | 3     | 2 (0) | 1 (0) | 6    | 3    | 2.000 | 219         | 178         | 1.230       |
| 3   | Azerbejdżan          | 3   | 3     | 1 (0) | 2 (0) | 4    | 7    | 0.571 | 218         | 264         | 0.826       |
| 4   | Bośnia i Hercegowina | 0   | 3     | 0 (0) | 3 (0) | 1    | 9    | 0.111 | 189         | 242         | 0.781       |

Źródło: fivb.org
Punktacja: 3:0 i 3:1 – 3 pkt; 3:2 – 2 pkt; 2:3 – 1 pkt; 1:3 i 0:3 – 0 pkt
Zasady ustalania kolejności: 1. liczba punktów; 2. liczba zwycięstw; 3. stosunek setów; 4. stosunek małych punktów; 5. bilans w bezpośrednich meczach
     awans do trzeciej rundy kwalifikacji
     awans do drugiej rundy kwalifikacji
Wyniki
| Data  | Godz. | Drużyna 1            | Wynik | Drużyna 2            | 1     | 2     | 3     | 4     | 5 | Widzów | * |
| ----- | ----- | -------------------- | ----- | -------------------- | ----- | ----- | ----- | ----- | - | ------ | - |
| 24.05 | 17:00 | Azerbejdżan          | 1:3   | Chorwacja            | 16:25 | 25:23 | 19:25 | 17:25 |   | 300    | 1 |
| 24.05 | 19:30 | Holandia             | 3:0   | Bośnia i Hercegowina | 25:14 | 25:23 | 25:14 |       |   | 250    | 2 |
| 25.05 | 17:00 | Chorwacja            | 3:0   | Bośnia i Hercegowina | 25:12 | 25:19 | 25:16 |       |   | 400    | 3 |
| 25.05 | 19:30 | Holandia             | 3:0   | Azerbejdżan          | 25:18 | 25:17 | 25:14 |       |   | 200    | 4 |
| 26.05 | 17:00 | Bośnia i Hercegowina | 1:3   | Azerbejdżan          | 25:27 | 25:15 | 18:25 | 23:25 |   | 150    | 5 |
| 26.05 | 19:30 | Chorwacja            | 3:0   | Holandia             | 25:23 | 28:26 | 25:20 |       |   | 900    | 6 |

### Grupa B
Lublana
Tabela
| Lp. | Drużyna  | Pkt | Mecze | Mecze | Mecze | Sety | Sety | Sety  | Małe punkty | Małe punkty | Małe punkty |
| Lp. | Drużyna  | Pkt | M     | W     | P     | wyg. | prz. | ratio | zdob.       | str.        | ratio       |
| --- | -------- | --- | ----- | ----- | ----- | ---- | ---- | ----- | ----------- | ----------- | ----------- |
| 1   | Słowenia | 9   | 3     | 3 (0) | 0 (0) | 9    | 1    | 9.000 | 245         | 196         | 1.250       |
| 2   | Izrael   | 4   | 3     | 1 (0) | 2 (1) | 6    | 7    | 0.857 | 282         | 292         | 0.966       |
| 3   | Mołdawia | 3   | 3     | 1 (0) | 2 (0) | 4    | 7    | 0.571 | 241         | 260         | 0.927       |
| 4   | Węgry    | 2   | 3     | 1 (1) | 2 (0) | 4    | 8    | 0.500 | 259         | 279         | 0.928       |

Źródło: fivb.org
Punktacja: 3:0 i 3:1 – 3 pkt; 3:2 – 2 pkt; 2:3 – 1 pkt; 1:3 i 0:3 – 0 pkt
Zasady ustalania kolejności: 1. liczba punktów; 2. liczba zwycięstw; 3. stosunek setów; 4. stosunek małych punktów; 5. bilans w bezpośrednich meczach
     awans do trzeciej rundy kwalifikacji
     awans do drugiej rundy kwalifikacji
Wyniki
| Data  | Godz. | Drużyna 1 | Wynik | Drużyna 2 | 1     | 2     | 3     | 4     | 5     | Widzów | * |
| ----- | ----- | --------- | ----- | --------- | ----- | ----- | ----- | ----- | ----- | ------ | - |
| 24.05 | 17:00 | Izrael    | 1:3   | Słowenia  | 21:25 | 16:25 | 25:20 | 22:25 |       | 850    | 1 |
| 24.05 | 19:30 | Mołdawia  | 3:1   | Węgry     | 25:18 | 25:22 | 28:30 | 25:18 |       | 70     | 2 |
| 25.05 | 17:00 | Słowenia  | 3:0   | Węgry     | 25:20 | 25:20 | 25:17 |       |       | 650    | 3 |
| 25.05 | 19:30 | Izrael    | 3:1   | Mołdawia  | 22:25 | 25:21 | 25:19 | 25:18 |       | 60     | 4 |
| 26.05 | 17:00 | Słowenia  | 3:0   | Mołdawia  | 25:18 | 25:22 | 25:15 |       |       | 700    | 5 |
| 26.05 | 19:30 | Węgry     | 3:2   | Izrael    | 25:17 | 26:28 | 23:25 | 25:19 | 15:12 | 60     | 6 |

### Grupa C
Rakvere
Tabela
| Lp. | Drużyna  | Pkt | Mecze | Mecze | Mecze | Sety | Sety | Sety  | Małe punkty | Małe punkty | Małe punkty |
| Lp. | Drużyna  | Pkt | M     | W     | P     | wyg. | prz. | ratio | zdob.       | str.        | ratio       |
| --- | -------- | --- | ----- | ----- | ----- | ---- | ---- | ----- | ----------- | ----------- | ----------- |
| 1   | Estonia  | 7   | 3     | 2 (0) | 1 (1) | 8    | 4    | 2.000 | 267         | 246         | 1.085       |
| 2   | Białoruś | 6   | 3     | 2 (0) | 1 (0) | 7    | 3    | 2.333 | 238         | 218         | 1.092       |
| 3   | Łotwa    | 5   | 3     | 2 (1) | 1 (0) | 6    | 5    | 1.200 | 241         | 241         | 1.000       |
| 4   | Dania    | 0   | 3     | 0 (0) | 3 (0) | 0    | 9    | 0.000 | 185         | 226         | 0.819       |

Źródło: fivb.org
Punktacja: 3:0 i 3:1 – 3 pkt; 3:2 – 2 pkt; 2:3 – 1 pkt; 1:3 i 0:3 – 0 pkt
Zasady ustalania kolejności: 1. liczba punktów; 2. liczba zwycięstw; 3. stosunek setów; 4. stosunek małych punktów; 5. bilans w bezpośrednich meczach
     awans do trzeciej rundy kwalifikacji
     awans do drugiej rundy kwalifikacji
Wyniki
| Data  | Godz. | Drużyna 1 | Wynik | Drużyna 2 | 1     | 2     | 3     | 4     | 5     | Widzów | * |
| ----- | ----- | --------- | ----- | --------- | ----- | ----- | ----- | ----- | ----- | ------ | - |
| 24.05 | 17:00 | Dania     | 0:3   | Łotwa     | 20:25 | 24:25 | 23:25 |       |       | 400    | 1 |
| 24.05 | 20:00 | Białoruś  | 1:3   | Estonia   | 23:25 | 25:20 | 17:25 | 21:25 |       | 1 600  | 2 |
| 25.05 | 17:00 | Łotwa     | 0:3   | Białoruś  | 24:26 | 24:26 | 16:25 |       |       | 300    | 3 |
| 25.05 | 20:00 | Estonia   | 3:0   | Dania     | 25:15 | 25:21 | 25:23 |       |       | 1 100  | 4 |
| 26.05 | 17:00 | Białoruś  | 3:0   | Dania     | 25:19 | 25:18 | 25:22 |       |       | 300    | 5 |
| 26.05 | 20:00 | Łotwa     | 3:2   | Estonia   | 25:18 | 16:25 | 25:19 | 20:25 | 15:10 | 1 200  | 6 |

### Grupa D
Kortrijk
Tabela
| Lp. | Drużyna           | Pkt | Mecze | Mecze | Mecze | Sety | Sety | Sety  | Małe punkty | Małe punkty | Małe punkty |
| Lp. | Drużyna           | Pkt | M     | W     | P     | wyg. | prz. | ratio | zdob.       | str.        | ratio       |
| --- | ----------------- | --- | ----- | ----- | ----- | ---- | ---- | ----- | ----------- | ----------- | ----------- |
| 1   | Belgia            | 9   | 3     | 3 (0) | 0 (0) | 9    | 2    | 4.500 | 266         | 190         | 1.400       |
| 2   | Rumunia           | 6   | 3     | 2 (0) | 1 (0) | 7    | 3    | 2.333 | 233         | 205         | 1.137       |
| 3   | Austria           | 3   | 3     | 1 (0) | 2 (0) | 4    | 6    | 0.667 | 215         | 213         | 1.009       |
| 4   | Irlandia Północna | 0   | 3     | 0 (0) | 3 (0) | 0    | 9    | 0.000 | 119         | 225         | 0.529       |

Źródło: fivb.org
Punktacja: 3:0 i 3:1 – 3 pkt; 3:2 – 2 pkt; 2:3 – 1 pkt; 1:3 i 0:3 – 0 pkt
Zasady ustalania kolejności: 1. liczba punktów; 2. liczba zwycięstw; 3. stosunek setów; 4. stosunek małych punktów; 5. bilans w bezpośrednich meczach
     awans do trzeciej rundy kwalifikacji
     awans do drugiej rundy kwalifikacji
Wyniki
| Data  | Godz. | Drużyna 1         | Wynik | Drużyna 2         | 1     | 2     | 3     | 4     | 5 | Widzów | * |
| ----- | ----- | ----------------- | ----- | ----------------- | ----- | ----- | ----- | ----- | - | ------ | - |
| 23.05 | 17:30 | Rumunia           | 3:0   | Irlandia Północna | 25:12 | 25:15 | 25:12 |       |   | 100    | 1 |
| 23.05 | 20:00 | Austria           | 1:3   | Belgia            | 13:25 | 25:19 | 14:25 | 19:25 |   | 700    | 2 |
| 24.05 | 20:00 | Austria           | 0:3   | Rumunia           | 23:25 | 19:25 | 27:29 |       |   | 300    | 3 |
| 25.05 | 17:30 | Irlandia Północna | 0:3   | Austria           | 18:25 | 11:25 | 11:25 |       |   | 900    | 4 |
| 25.05 | 20:00 | Belgia            | 3:1   | Rumunia           | 25:18 | 22:25 | 25:15 | 25:21 |   | 2 100  | 5 |
| 26.05 | 20:00 | Irlandia Północna | 0:3   | Belgia            | 14:25 | 12:25 | 14:25 |       |   | 1 500  | 6 |

### Grupa E
Halmstad
Tabela
| Lp. | Drużyna  | Pkt | Mecze | Mecze | Mecze | Sety | Sety | Sety  | Małe punkty | Małe punkty | Małe punkty |
| Lp. | Drużyna  | Pkt | M     | W     | P     | wyg. | prz. | ratio | zdob.       | str.        | ratio       |
| --- | -------- | --- | ----- | ----- | ----- | ---- | ---- | ----- | ----------- | ----------- | ----------- |
| 1   | Grecja   | 8   | 3     | 3 (1) | 0 (0) | 9    | 2    | 4.500 | 257         | 193         | 1.332       |
| 2   | Szwecja  | 5   | 3     | 2 (1) | 1 (0) | 6    | 5    | 1.200 | 255         | 226         | 1.128       |
| 3   | Norwegia | 4   | 3     | 1 (0) | 2 (1) | 7    | 6    | 1.167 | 273         | 266         | 1.026       |
| 4   | Islandia | 0   | 3     | 0 (0) | 3 (0) | 0    | 9    | 0.000 | 125         | 225         | 0.556       |

Źródło: fivb.org
Punktacja: 3:0 i 3:1 – 3 pkt; 3:2 – 2 pkt; 2:3 – 1 pkt; 1:3 i 0:3 – 0 pkt
Zasady ustalania kolejności: 1. liczba punktów; 2. liczba zwycięstw; 3. stosunek setów; 4. stosunek małych punktów; 5. bilans w bezpośrednich meczach
     awans do trzeciej rundy kwalifikacji
     awans do drugiej rundy kwalifikacji
Wyniki
| Data  | Godz. | Drużyna 1 | Wynik | Drużyna 2 | 1     | 2     | 3     | 4     | 5    | Widzów | * |
| ----- | ----- | --------- | ----- | --------- | ----- | ----- | ----- | ----- | ---- | ------ | - |
| 24.05 | 16:00 | Norwegia  | 2:3   | Grecja    | 16:25 | 25:21 | 25:21 | 21:25 | 9:15 | 120    | 1 |
| 24.05 | 19:00 | Szwecja   | 3:0   | Islandia  | 25:16 | 25:18 | 25:15 |       |      | 400    | 2 |
| 25.05 | 15:00 | Grecja    | 3:0   | Islandia  | 25:8  | 25:13 | 25:12 |       |      | 250    | 3 |
| 25.05 | 18:00 | Szwecja   | 3:2   | Norwegia  | 25:17 | 23:25 | 25:21 | 28:30 | 15:9 | 1 100  | 4 |
| 26.05 | 15:00 | Islandia  | 0:3   | Norwegia  | 13:25 | 16:25 | 14:25 |       |      | 300    | 5 |
| 26.05 | 18:00 | Grecja    | 3:0   | Szwecja   | 25:21 | 25:21 | 25:22 |       |      | 1 200  | 6 |

### Grupa F
Skopje
Tabela
| Lp. | Drużyna            | Pkt | Mecze | Mecze | Mecze | Sety | Sety | Sety  | Małe punkty | Małe punkty | Małe punkty |
| Lp. | Drużyna            | Pkt | M     | W     | P     | wyg. | prz. | ratio | zdob.       | str.        | ratio       |
| --- | ------------------ | --- | ----- | ----- | ----- | ---- | ---- | ----- | ----------- | ----------- | ----------- |
| 1   | Macedonia Północna | 9   | 3     | 3 (0) | 0 (0) | 9    | 0    | MAX   | 231         | 182         | 1.269       |
| 2   | Ukraina            | 6   | 3     | 2 (0) | 1 (0) | 6    | 4    | 1.500 | 239         | 213         | 1.122       |
| 3   | Czarnogóra         | 3   | 3     | 1 (0) | 2 (0) | 4    | 7    | 0.571 | 253         | 248         | 1.020       |
| 4   | Albania            | 0   | 3     | 0 (0) | 3 (0) | 1    | 9    | 0.111 | 168         | 248         | 0.677       |

Źródło: fivb.org
Punktacja: 3:0 i 3:1 – 3 pkt; 3:2 – 2 pkt; 2:3 – 1 pkt; 1:3 i 0:3 – 0 pkt
Zasady ustalania kolejności: 1. liczba punktów; 2. liczba zwycięstw; 3. stosunek setów; 4. stosunek małych punktów; 5. bilans w bezpośrednich meczach
     awans do trzeciej rundy kwalifikacji
     awans do drugiej rundy kwalifikacji
Wyniki
| Data  | Godz. | Drużyna 1          | Wynik | Drużyna 2          | 1     | 2     | 3     | 4     | 5 | Widzów | * |
| ----- | ----- | ------------------ | ----- | ------------------ | ----- | ----- | ----- | ----- | - | ------ | - |
| 24.05 | 15:30 | Czarnogóra         | 1:3   | Ukraina            | 20:25 | 25:27 | 25:23 | 20:25 |   | 150    | 1 |
| 24.05 | 18:00 | Macedonia Północna | 3:0   | Albania            | 25:19 | 25:15 | 25:19 |       |   | 550    | 2 |
| 25.05 | 15:30 | Ukraina            | 3:0   | Albania            | 25:16 | 25:12 | 25:16 |       |   | 110    | 3 |
| 25.05 | 18:00 | Czarnogóra         | 0:3   | Macedonia Północna | 25:27 | 20:25 | 20:25 |       |   | 900    | 4 |
| 26.05 | 15:30 | Albania            | 1:3   | Czarnogóra         | 16:25 | 25:23 | 16:25 | 14:25 |   | 130    | 5 |
| 26.05 | 18:00 | Macedonia Północna | 3:0   | Ukraina            | 29:27 | 25:23 | 25:14 |       |   | 1 100  | 6 |

### Grupa G
Limassol
Tabela
| Lp. | Drużyna    | Pkt | Mecze | Mecze | Mecze | Sety | Sety | Sety  | Małe punkty | Małe punkty | Małe punkty |
| Lp. | Drużyna    | Pkt | M     | W     | P     | wyg. | prz. | ratio | zdob.       | str.        | ratio       |
| --- | ---------- | --- | ----- | ----- | ----- | ---- | ---- | ----- | ----------- | ----------- | ----------- |
| 1   | Cypr       | 9   | 3     | 3 (0) | 0 (0) | 9    | 0    | MAX   | 251         | 182         | 1.379       |
| 2   | Szkocja    | 6   | 3     | 2 (0) | 1 (0) | 6    | 3    | 2.000 | 217         | 196         | 1.107       |
| 3   | Luksemburg | 3   | 3     | 1 (0) | 2 (0) | 3    | 6    | 0.500 | 190         | 195         | 0.974       |
| 4   | San Marino | 0   | 3     | 0 (0) | 3 (0) | 1    | 9    | 0.111 | 163         | 248         | 0.657       |

Źródło: fivb.org
Punktacja: 3:0 i 3:1 – 3 pkt; 3:2 – 2 pkt; 2:3 – 1 pkt; 1:3 i 0:3 – 0 pkt
Zasady ustalania kolejności: 1. liczba punktów; 2. liczba zwycięstw; 3. stosunek setów; 4. stosunek małych punktów; 5. bilans w bezpośrednich meczach
     awans do trzeciej rundy kwalifikacji
Wyniki
| Data  | Godz. | Drużyna 1  | Wynik | Drużyna 2  | 1     | 2     | 3     | 4     | 5 | Widzów | * |
| ----- | ----- | ---------- | ----- | ---------- | ----- | ----- | ----- | ----- | - | ------ | - |
| 06.06 | 17:00 | Szkocja    | 3:0   | Luksemburg | 25:18 | 25:18 | 25:21 |       |   | 50     | 1 |
| 06.06 | 20:00 | San Marino | 1:3   | Cypr       | 25:23 | 10:25 | 10:25 | 12:25 |   | 150    | 2 |
| 07.06 | 17:00 | Luksemburg | 3:0   | San Marino | 25:12 | 25:17 | 25:16 |       |   | 50     | 3 |
| 07.06 | 20:00 | Cypr       | 3:0   | Szkocja    | 28:26 | 25:22 | 25:19 |       |   | 300    | 4 |
| 08.06 | 16:00 | San Marino | 0:3   | Szkocja    | 17:25 | 22:25 | 22:25 |       |   | 50     | 5 |
| 08.06 | 19:00 | Luksemburg | 0:3   | Cypr       | 18:25 | 17:25 | 23:25 |       |   | 200    | 6 |

## Druga runda kwalifikacyjna

### Grupa H
Almere
Tabela
| Lp. | Drużyna  | Pkt | Mecze | Mecze | Mecze | Sety | Sety | Sety  | Małe punkty | Małe punkty | Małe punkty |
| Lp. | Drużyna  | Pkt | M     | W     | P     | wyg. | prz. | ratio | zdob.       | str.        | ratio       |
| --- | -------- | --- | ----- | ----- | ----- | ---- | ---- | ----- | ----------- | ----------- | ----------- |
| 1   | Ukraina  | 12  | 5     | 4 (0) | 1 (0) | 12   | 4    | 3.000 | 389         | 345         | 1.128       |
| 2   | Holandia | 12  | 5     | 4 (0) | 1 (0) | 12   | 4    | 3.000 | 403         | 360         | 1.119       |
| 3   | Białoruś | 10  | 5     | 4 (2) | 1 (0) | 13   | 8    | 1.625 | 479         | 448         | 1.069       |
| 4   | Rumunia  | 4   | 5     | 1 (0) | 4 (1) | 6    | 13   | 0.462 | 410         | 448         | 0.915       |
| 5   | Szwecja  | 4   | 5     | 1 (0) | 4 (1) | 5    | 12   | 0.417 | 364         | 402         | 0.905       |
| 6   | Izrael   | 3   | 5     | 1 (0) | 4 (0) | 5    | 12   | 0.417 | 364         | 396         | 0.919       |

Źródło: fivb.org
Punktacja: 3:0 i 3:1 – 3 pkt; 3:2 – 2 pkt; 2:3 – 1 pkt; 1:3 i 0:3 – 0 pkt
Zasady ustalania kolejności: 1. liczba punktów; 2. liczba zwycięstw; 3. stosunek setów; 4. stosunek małych punktów; 5. bilans w bezpośrednich meczach
     awans do trzeciej rundy kwalifikacji
Wyniki
| Data  | Godz. | Drużyna 1 | Wynik | Drużyna 2 | 1     | 2     | 3     | 4     | 5     | Widzów | *  |
| ----- | ----- | --------- | ----- | --------- | ----- | ----- | ----- | ----- | ----- | ------ | -- |
| 02.10 | 14:30 | Szwecja   | 3:0   | Rumunia   | 28:26 | 25:14 | 25:23 |       |       | 150    | 1  |
| 02.10 | 17:00 | Ukraina   | 0:3   | Białoruś  | 27:29 | 19:25 | 19:25 |       |       | 100    | 2  |
| 02.10 | 19:30 | Holandia  | 3:0   | Izrael    | 25:23 | 25:20 | 25:21 |       |       | 250    | 3  |
| 03.10 | 14:30 | Szwecja   | 0:3   | Ukraina   | 24:26 | 15:25 | 22:25 |       |       | 100    | 4  |
| 03.10 | 17:00 | Rumunia   | 3:1   | Izrael    | 24:26 | 25:18 | 29:27 | 25:20 |       | 80     | 5  |
| 03.10 | 19:30 | Białoruś  | 1:3   | Holandia  | 24:26 | 23:25 | 26:24 | 20:25 |       | 200    | 6  |
| 04.10 | 14:30 | Ukraina   | 3:1   | Rumunia   | 27:25 | 25:23 | 18:25 | 25:14 |       | 100    | 7  |
| 04.10 | 17:00 | Izrael    | 1:3   | Białoruś  | 17:25 | 25:22 | 18:25 | 22:25 |       | 150    | 8  |
| 04.10 | 19:30 | Holandia  | 3:0   | Szwecja   | 36:34 | 25:16 | 25:21 |       |       | 550    | 9  |
| 05.10 | 14:30 | Rumunia   | 2:3   | Białoruś  | 25:23 | 21:25 | 16:25 | 25:21 | 13:15 | 100    | 10 |
| 05.10 | 17:00 | Szwecja   | 0:3   | Izrael    | 15:25 | 14:25 | 24:26 |       |       | 100    | 11 |
| 05.10 | 19:30 | Ukraina   | 3:0   | Holandia  | 25:23 | 25:23 | 25:21 |       |       | 500    | 12 |
| 06.10 | 13:30 | Białoruś  | 3:2   | Szwecja   | 18:25 | 16:25 | 25:14 | 27:25 | 15:12 | 250    | 13 |
| 06.10 | 16:00 | Holandia  | 3:0   | Rumunia   | 25:18 | 25:23 | 25:16 |       |       | 800    | 14 |
| 06.10 | 18:30 | Izrael    | 0:3   | Ukraina   | 26:28 | 11:25 | 14:25 |       |       | 150    | 15 |

## Trzecia runda kwalifikacyjna

### Grupa I
Opawa
Tabela
| Lp. | Drużyna  | Pkt | Mecze | Mecze | Mecze | Sety | Sety | Sety  | Małe punkty | Małe punkty | Małe punkty |
| Lp. | Drużyna  | Pkt | M     | W     | P     | wyg. | prz. | ratio | zdob.       | str.        | ratio       |
| --- | -------- | --- | ----- | ----- | ----- | ---- | ---- | ----- | ----------- | ----------- | ----------- |
| 1   | Bułgaria | 7   | 3     | 2 (0) | 1 (1) | 8    | 3    | 2.667 | 254         | 205         | 1.239       |
| 2   | Holandia | 6   | 3     | 2 (0) | 1 (0) | 6    | 3    | 2.000 | 218         | 202         | 1.079       |
| 3   | Czechy   | 5   | 3     | 2 (1) | 1 (0) | 6    | 5    | 1.200 | 246         | 242         | 1.017       |
| 4   | Cypr     | 0   | 3     | 0 (0) | 3 (0) | 0    | 9    | 0.000 | 156         | 225         | 0.693       |

Źródło: fivb.org
Punktacja: 3:0 i 3:1 – 3 pkt; 3:2 – 2 pkt; 2:3 – 1 pkt; 1:3 i 0:3 – 0 pkt
Zasady ustalania kolejności: 1. liczba punktów; 2. liczba zwycięstw; 3. stosunek setów; 4. stosunek małych punktów; 5. bilans w bezpośrednich meczach
     kwalifikacja do MŚ
Wyniki
| Data  | Godz. | Drużyna 1 | Wynik | Drużyna 2 | 1     | 2     | 3     | 4     | 5     | Widzów | * |
| ----- | ----- | --------- | ----- | --------- | ----- | ----- | ----- | ----- | ----- | ------ | - |
| 03.01 | 15:30 | Cypr      | 0:3   | Bułgaria  | 18:25 | 19:25 | 5:25  |       |       | 1 000  | 1 |
| 03.01 | 18:30 | Czechy    | 0:3   | Holandia  | 14:25 | 19:25 | 33:35 |       |       | 3 000  | 2 |
| 04.01 | 15:30 | Bułgaria  | 3:0   | Holandia  | 25:19 | 27:25 | 25:14 |       |       | 1 800  | 3 |
| 04.01 | 18:30 | Cypr      | 0:3   | Czechy    | 18:25 | 21:25 | 16:25 |       |       | 2 600  | 4 |
| 05.01 | 15:30 | Holandia  | 3:0   | Cypr      | 25:21 | 25:15 | 25:23 |       |       | 700    | 5 |
| 05.01 | 18:30 | Czechy    | 3:2   | Bułgaria  | 22:25 | 25:18 | 25:22 | 18:25 | 15:12 | 3100   | 6 |

### Grupa J
Nisz
Tabela
| Lp. | Drużyna            | Pkt | Mecze | Mecze | Mecze | Sety | Sety | Sety  | Małe punkty | Małe punkty | Małe punkty |
| Lp. | Drużyna            | Pkt | M     | W     | P     | wyg. | prz. | ratio | zdob.       | str.        | ratio       |
| --- | ------------------ | --- | ----- | ----- | ----- | ---- | ---- | ----- | ----------- | ----------- | ----------- |
| 1   | Serbia             | 9   | 3     | 3 (0) | 0 (0) | 9    | 1    | 9.000 | 248         | 206         | 1.204       |
| 2   | Słowenia           | 6   | 3     | 2 (0) | 1 (0) | 6    | 4    | 1.500 | 234         | 229         | 1.022       |
| 3   | Portugalia         | 3   | 3     | 1 (0) | 2 (0) | 5    | 6    | 0.833 | 245         | 258         | 0.950       |
| 4   | Macedonia Północna | 0   | 3     | 0 (0) | 3 (0) | 0    | 9    | 0.000 | 200         | 234         | 0.855       |

Źródło: fivb.org
Punktacja: 3:0 i 3:1 – 3 pkt; 3:2 – 2 pkt; 2:3 – 1 pkt; 1:3 i 0:3 – 0 pkt
Zasady ustalania kolejności: 1. liczba punktów; 2. liczba zwycięstw; 3. stosunek setów; 4. stosunek małych punktów; 5. bilans w bezpośrednich meczach
     kwalifikacja do MŚ
Wyniki
| Data  | Godz. | Drużyna 1          | Wynik | Drużyna 2          | 1     | 2     | 3     | 4     | 5 | Widzów | * |
| ----- | ----- | ------------------ | ----- | ------------------ | ----- | ----- | ----- | ----- | - | ------ | - |
| 03.01 | 15:00 | Słowenia           | 3:1   | Portugalia         | 20:25 | 25:19 | 25:21 | 25:21 |   | 300    | 1 |
| 03.01 | 18:00 | Serbia             | 3:0   | Macedonia Północna | 25:22 | 25:22 | 25:23 |       |   | 3 500  | 2 |
| 04.01 | 15:00 | Portugalia         | 3:0   | Macedonia Północna | 25:14 | 33:31 | 25:21 |       |   | 400    | 3 |
| 04.01 | 18:00 | Słowenia           | 0:3   | Serbia             | 20:25 | 19:25 | 24:26 |       |   | 6 400  | 4 |
| 05.01 | 15:00 | Macedonia Północna | 0:3   | Słowenia           | 24:26 | 20:25 | 23:25 |       |   | 400    | 5 |
| 05.01 | 18:00 | Serbia             | 3:1   | Portugalia         | 22:25 | 25:11 | 25:19 | 25:21 |   | 6470   | 6 |

### Grupa K
Ludwigsburg
Tabela
| Lp. | Drużyna   | Pkt | Mecze | Mecze | Mecze | Sety | Sety | Sety  | Małe punkty | Małe punkty | Małe punkty |
| Lp. | Drużyna   | Pkt | M     | W     | P     | wyg. | prz. | ratio | zdob.       | str.        | ratio       |
| --- | --------- | --- | ----- | ----- | ----- | ---- | ---- | ----- | ----------- | ----------- | ----------- |
| 1   | Niemcy    | 9   | 3     | 3 (0) | 0 (0) | 9    | 0    | MAX   | 225         | 162         | 1.389       |
| 2   | Turcja    | 5   | 3     | 2 (1) | 1 (0) | 6    | 5    | 1.200 | 245         | 247         | 0.992       |
| 3   | Estonia   | 3   | 3     | 1 (0) | 2 (0) | 3    | 7    | 0.429 | 209         | 232         | 0.901       |
| 4   | Chorwacja | 1   | 3     | 0 (0) | 3 (1) | 3    | 9    | 0.333 | 249         | 287         | 0.868       |

Źródło: fivb.org
Punktacja: 3:0 i 3:1 – 3 pkt; 3:2 – 2 pkt; 2:3 – 1 pkt; 1:3 i 0:3 – 0 pkt
Zasady ustalania kolejności: 1. liczba punktów; 2. liczba zwycięstw; 3. stosunek setów; 4. stosunek małych punktów; 5. bilans w bezpośrednich meczach
     kwalifikacja do MŚ
Wyniki
| Data  | Godz. | Drużyna 1 | Wynik | Drużyna 2 | 1     | 2     | 3     | 4     | 5     | Widzów | * |
| ----- | ----- | --------- | ----- | --------- | ----- | ----- | ----- | ----- | ----- | ------ | - |
| 03.01 | 15:30 | Niemcy    | 3:0   | Chorwacja | 25:20 | 25:13 | 25:21 |       |       | 2 600  | 1 |
| 03.01 | 18:30 | Estonia   | 0:3   | Turcja    | 19:25 | 15:25 | 24:25 |       |       | 2 300  | 2 |
| 04.01 | 17:00 | Niemcy    | 3:0   | Estonia   | 25:18 | 25:18 | 25:17 |       |       | 3 100  | 3 |
| 04.01 | 20:00 | Chorwacja | 2:3   | Turcja    | 21:25 | 25:19 | 27:25 | 28:30 | 13:15 | 2 900  | 4 |
| 05.01 | 14:00 | Estonia   | 3:1   | Chorwacja | 25:21 | 23:25 | 25:17 | 25:18 |       | 2400   | 5 |
| 05.01 | 17:00 | Turcja    | 0:3   | Niemcy    | 17:25 | 19:25 | 19:25 |       |       | 3650   | 6 |

### Grupa L
Paryż
Tabela
| Lp. | Drużyna   | Pkt | Mecze | Mecze | Mecze | Sety | Sety | Sety  | Małe punkty | Małe punkty | Małe punkty |
| Lp. | Drużyna   | Pkt | M     | W     | P     | wyg. | prz. | ratio | zdob.       | str.        | ratio       |
| --- | --------- | --- | ----- | ----- | ----- | ---- | ---- | ----- | ----------- | ----------- | ----------- |
| 1   | Belgia    | 8   | 3     | 3 (1) | 0 (0) | 9    | 3    | 3.000 | 279         | 246         | 1.134       |
| 2   | Francja   | 7   | 3     | 2 (0) | 1 (1) | 8    | 4    | 2.000 | 273         | 246         | 1.110       |
| 3   | Hiszpania | 3   | 3     | 1 (0) | 2 (0) | 3    | 7    | 0.429 | 204         | 238         | 0.857       |
| 4   | Białoruś  | 0   | 3     | 0 (0) | 3 (0) | 3    | 9    | 0.333 | 261         | 287         | 0.909       |

Źródło: fivb.org
Punktacja: 3:0 i 3:1 – 3 pkt; 3:2 – 2 pkt; 2:3 – 1 pkt; 1:3 i 0:3 – 0 pkt
Zasady ustalania kolejności: 1. liczba punktów; 2. liczba zwycięstw; 3. stosunek setów; 4. stosunek małych punktów; 5. bilans w bezpośrednich meczach
     kwalifikacja do MŚ
Wyniki
| Data  | Godz. | Drużyna 1 | Wynik | Drużyna 2 | 1     | 2     | 3     | 4     | 5     | Widzów | * |
| ----- | ----- | --------- | ----- | --------- | ----- | ----- | ----- | ----- | ----- | ------ | - |
| 03.01 | 17:00 | Białoruś  | 1:3   | Francja   | 18:25 | 25:23 | 22:25 | 22:25 |       | 2 320  | 1 |
| 03.01 | 20:00 | Hiszpania | 0:3   | Belgia    | 20:25 | 19:25 | 21:25 |       |       | 2 000  | 2 |
| 04.01 | 17:00 | Francja   | 3:0   | Hiszpania | 25:16 | 25:17 | 25:18 |       |       | 4 800  | 3 |
| 04.01 | 20:00 | Belgia    | 3:1   | Białoruś  | 21:25 | 25:22 | 25:19 | 25:20 |       | 3 300  | 4 |
| 05.01 | 15:00 | Hiszpania | 3:1   | Białoruś  | 25:22 | 18:25 | 25:19 | 25:22 |       | 1800   | 5 |
| 05.01 | 18:00 | Francja   | 2:3   | Belgia    | 22:25 | 25:20 | 17:25 | 25:23 | 11:15 | 3100   | 6 |

### Grupa M
Poprad
Tabela
| Lp. | Drużyna   | Pkt | Mecze | Mecze | Mecze | Sety | Sety | Sety  | Małe punkty | Małe punkty | Małe punkty |
| Lp. | Drużyna   | Pkt | M     | W     | P     | wyg. | prz. | ratio | zdob.       | str.        | ratio       |
| --- | --------- | --- | ----- | ----- | ----- | ---- | ---- | ----- | ----------- | ----------- | ----------- |
| 1   | Finlandia | 8   | 3     | 3 (1) | 0 (0) | 9    | 4    | 2.250 | 303         | 288         | 1.052       |
| 2   | Ukraina   | 5   | 3     | 2 (1) | 1 (0) | 7    | 5    | 1.400 | 270         | 264         | 1.023       |
| 3   | Słowacja  | 4   | 3     | 1 (0) | 2 (1) | 5    | 6    | 0.833 | 237         | 236         | 1.004       |
| 4   | Grecja    | 1   | 3     | 0 (0) | 3 (1) | 3    | 9    | 0.333 | 261         | 283         | 0.922       |

Źródło: fivb.org
Punktacja: 3:0 i 3:1 – 3 pkt; 3:2 – 2 pkt; 2:3 – 1 pkt; 1:3 i 0:3 – 0 pkt
Zasady ustalania kolejności: 1. liczba punktów; 2. liczba zwycięstw; 3. stosunek setów; 4. stosunek małych punktów; 5. bilans w bezpośrednich meczach
     kwalifikacja do MŚ
Wyniki
| Data  | Godz. | Drużyna 1 | Wynik | Drużyna 2 | 1     | 2     | 3     | 4     | 5     | Widzów | * |
| ----- | ----- | --------- | ----- | --------- | ----- | ----- | ----- | ----- | ----- | ------ | - |
| 03.01 | 17:30 | Grecja    | 0:3   | Słowacja  | 16:25 | 21:25 | 21:25 |       |       | 2 500  | 1 |
| 03.01 | 20:30 | Finlandia | 3:1   | Ukraina   | 23:25 | 25:20 | 25:22 | 25:22 |       | 1 100  | 2 |
| 04.01 | 17:30 | Słowacja  | 0:3   | Ukraina   | 20:25 | 23:25 | 20:25 |       |       | 2 800  | 3 |
| 04.01 | 20:30 | Grecja    | 1:3   | Finlandia | 21:25 | 23:25 | 25:19 | 31:33 |       | 1 000  | 4 |
| 05.01 | 17:30 | Ukraina   | 3:2   | Grecja    | 18:25 | 25:22 | 23:25 | 25:23 | 15:8  | 1200   | 5 |
| 05.01 | 20:30 | Słowacja  | 2:3   | Finlandia | 26:24 | 19:25 | 19:25 | 25:14 | 10:15 | 2400   | 6 |